# Mulligatawny
El mulligatawny es un plato indio muy similar a una sopa. En idioma tamil la palabra 'mulligatawny' se traduce como pimienta aguada (Millagu' es pimienta y 'Thanni' agua). A pesar de la denominación, la pimienta no es un ingrediente obligatorio de este plato. Se sirve generalmente con la sopa tanto el arroz como los fideos; los angloindios denominan al plato "'pepper water" y es más cercano al Rasam Tamil (pronunciado Russ-um) que al mulligatawny.

## Variantes
Las variantes de esta sopa difieren mucho, a veces la sopa adquiere en manos de algunos cocineros colores amarillentos debido al uso de la cúrcuma; otras, es sazonada y decorada con perejil y carne de pollo hilachada. La versión con carne es muy popular entre los angloindios y puede adquirirse envasada en latas en algunos supermercados de Inglaterra. Algunas variantes occidentalizadas de la sopa se sirven con alguna cantidad de vino de Oporto.
- Datos: Q1572844
- Multimedia: Mulligatawny / Q1572844